# Jan Thavenius
Jan Thavenius, född 1934, professor emeritus i litteraturvetenskap vid Lunds universitet, hedersdoktor 2016. Efter lärarutbildning och lärartjänst i Malmö arbetade han som lärare vid litteraturvetenskapliga institutionen i Lund. Sin forskning ägnade han under 60-talet åt datorstödda lingvistiska och stilistiska undersökningar. Men från början av 70-talet blev inriktningen pedagogisk, historisk och kultursociologisk. Vid mitten av 70-talet startade han tillsammans med en grupp lärare Pedagogiska gruppen som under femton år ägnade sig åt skol- och klassrumsforskning och publicerade ett stort antal böcker, rapporter och artiklar främst om skolan och svenskundervisningen.  Under 90-talet skapade han och lärare vid institutionen utbildningen "Kultur och medier". I anslutning till den skrev Thavenius bland annat tre böcker om de centrala humanistiska begreppen, bildning, kultur och estetik. 
Efter sin pensionering var han verksam vid lärarutbildningen vid Högskolan i Malmö inom regeringsuppdraget ”Kultur och skola”. År 2010 var han med och startade nättidningen SOS Skola och samhälle och arbetade med den fram till 2016.
År 2015 utnämndes han till hedersdoktor vid Malmö högskola.

## Utmärkelser, ledamotskap och priser
- Ledamot av Vetenskapssocieteten i Lund (LVSL, 1981)[2]